# Agis Ier
Pour les articles homonymes, voir Agis.
Dans la mythologie grecque, Agis Ier (en grec ancien Ἆγις), roi de Sparte, peut-être légendaire. Son règne hypothétique aurait duré de 930 av. J.-C. à 890 av. J.-C. environ.

## Mythe
Fils de l'Héraclide Eurysthénès et d'Anaxandra, il devient roi de Sparte à la mort de son père. Il fonde alors la dynastie royale des Agiades qui, conjointement avec celle des Eurypontides, gouverne la cité.
Il a deux fils, Échestrate et Amphiclès, dont le premier lui succède. 

## Probable historicité
Agis Ier fut sûrement un personnage historique ayant réellement existé et qui vécut au Xe siècle av. J.-C., à l'époque où Sparte n'était encore qu'une cité mineure à l'habitat encore peu structuré (conglomérat éparse). Il serait devenu roi de Sparte vers 930 av. J.-C. et aurait fondé par la même occasion la dynastie historique des Agiades. 
Si Agis Ier a existé, il aurait donc vécu à une époque dont nous savons très peu de choses en ce qui concerne l'histoire de la Grèce antique, et particulièrement de Sparte. En effet, nous disposons de très peu de vestiges datant de cette période reculée. Il serait décédé vers 890 av. J.-C. 
La dynastie des Agiades perdurera environ sept siècles après sa mort, jusqu'au IIIe siècle av. J.-C., ce qui en fait la dynastie royale la plus pérenne de l'histoire de la Grèce antique. Il serait monté seul sur le trône, la dyarchie n'ayant pas encore été mise en place dans la cité lacédémonienne à cette époque. Les rois eurypontides ont par la suite fait remonter la création de leur dynastie à la même époque que celles des Agiades pour acquérir la même légitimité qu'elle.

### Sources
- Pausanias, Description de la Grèce [détail des éditions] [lire en ligne] (III, 2 ; III, 16).